# Strážný
Strážný (auparavant : Kunžvart ; en allemand : Kuschwarda) est un bourg (městys) du district de Prachatice, dans la région de Bohême-du-Sud, en République tchèque. Sa population s'élevait à 407 habitants en 2023.

## Géographie
Strážný se trouve dans la Forêt de Bohême, à proximité de la frontière avec l'Autriche, à 10 km au sud-ouest de Vimperk, à 24 km au sud-ouest de Prachatice, à 57 km à l'ouest-sud-ouest de České Budějovice et à 140 km au sud-ouest de Prague.
La commune est limitée par Borová Lada au nord, par Horní Vltavice, Lenora et Stožec à l'est, et par l'Allemagne au sud et à l'ouest.

## Histoire
La première mention écrite du village date de 1359.

## Administration
La commune se compose de quatre sections :
- Strážný
- Hliniště
- Kořenný
- Řasnice

## Transports
Par la route, Strážný se trouve à 15 km de Volary, à 34 km de Prachatice, à 72 km de Ceské Budejovice et à 170 km de Prague.